# Grimburgwal

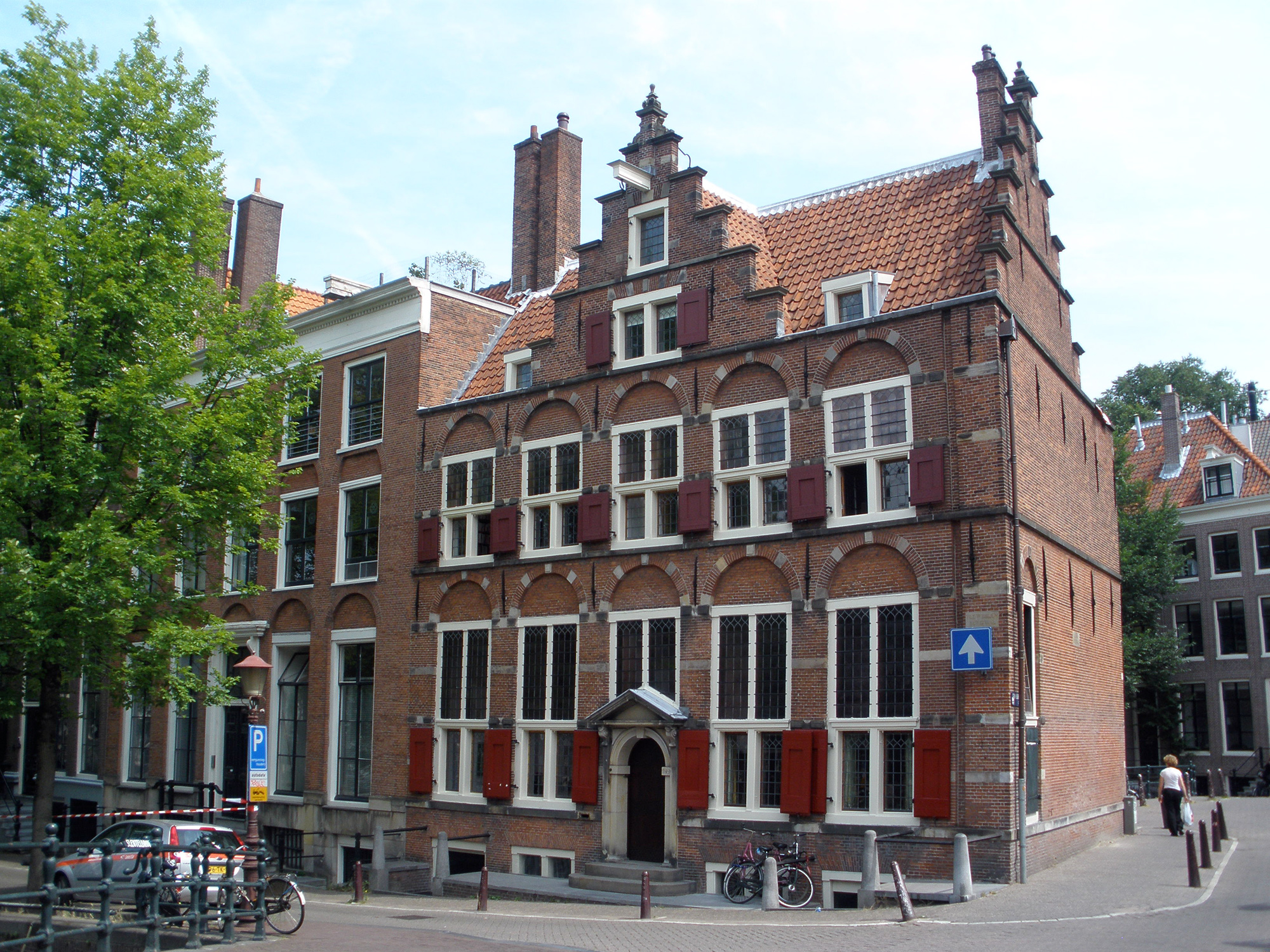
Het Huis aan de Drie Grachten gezien vanaf de hoek Grimburgwal / Oudezijds Voorburgwal.

De Grimburgwal is een kleine gracht en straat in het centrum van Amsterdam. De gracht vormde tot 1425 de zuidelijke grens van de stad en is nu de zuidgrens van de Wallen. Zowel de Nes als de grachten Oudezijds Voorburgwal en Oudezijds Achterburgwal eindigen bij de Grimburgwal.
De Grimburgwal loopt, in het verlengde van de Langebrugsteeg, vanaf de Nes, langs de Oudezijds Voorburgwal, naar de Oudezijds Achterburgwal. Vanaf hier kunnen voetgangers via de Oudemanhuispoort naar de Kloveniersburgwal lopen.
In het Binnengasthuis- en Oudemanhuispoortcomplex aan de Grimburgwal is een groot deel van de Universiteit van Amsterdam gevestigd. Aan de gracht bevindt zich ook een aantal cafés, restaurants, galeries en winkels.

## Geschiedenis en bekende gebouwen
De Grim was oorspronkelijk als veenriviertje een zijarm van de Amstel. De Grim, wat zoveel als "modderige sloot" betekent, werd in de 14e eeuw vergraven tot een gracht met een aarden wal ("burgwal") om de middeleeuwse stad te beschermen. De buurt rond de gracht werd Grimmenes genoemd. Rond 1424 werd Amsterdam verder uitgebreid en werd ook het deel tussen Grimburgwal en Amstel bij de stad betrokken. In 1546 werd de Grimnessesluis aangelegd, in het verlengde van de Nes, om de Grimburgwal te kunnen afsluiten van de Amstel. Deze sluis, nog geschetst door Rembrandt, bleef bestaan tot hij in 1868 werd gesloopt. Zeven jaar eerder was een brug over de Grimburgwal aangelegd (nu deel van de Oude Turfmarkt, bij het standbeeld van Wilhelmina). De Nes loopt nog steeds tussen de bebouwing door tot aan het water, herinnerend aan de vroegere sluis.
Voor de Alteratie in 1578 lag er een aantal kloosters aan of rond de Grimburgwal. Op het huidige Binnengasthuisterrein stonden de Oude en Nieuwe Nonnenkloosters. Het Sint Claraconvent bevond zich tussen de Nes en de Oudezijds Voorburgwal, maar reikte net niet tot de Grimburgwal, waarschijnlijk omdat hier oorspronkelijk de stadswal lag. Het steegje Gebed Zonder End, dat op de Grimburgwal uitkomt, is een overblijfsel van dit klooster.
Aan de zuidzijde van de Grimburgwal, nu het Binnengasthuisterrein, bevond zich eerst een "schafferij" (stadstimmertuin), vervolgens brouwerij De Sleutel (een naam die bewaard is gebleven in de Sleutelbrug, de stenen boogbrug op hoek Oudezijds Voorburgwal/Grimburgwal), en vanaf 1647 het Oudezijds Heerenlogement. Deze chique herberg voor voorname gasten werd later hernoemd tot Lokaal voor Publieke Verkoopingen en gebruikt als veilinghal. Het gebouw werd in 1874 afgebroken om plaats te maken voor nieuwe bebouwing van het Binnengasthuis. De toegangspoort van deze herberg werd verplaatst en staat nu aan de Keizersgracht 367.
Een markant gebouw aan de Grimburgwal, dat wel is blijven bestaan, is het Huis aan de Drie Grachten (ook wel Huis op de Drie Grachten genoemd). Dit gebouw uit 1610 dankt haar naam aan het feit dat het aan drie kanten is omgeven door grachten: de Grimburgwal aan de zuidkant, de Oudezijds Voorburgwal aan de westkant en de Oudezijds Achterburgwal aan de oostkant. Het is een dubbel huis met aan elke gracht een trapgevel.
Tijdens de Tweede Wereldoorlog werd de boekhandel van August Aimé Balkema in het Huis aan de Drie Grachten gebruikt als clandestiene uitgeverij van illegale literatuur. In de jaren 1980 en 1990 stond de Grimburgwal vooral bekend als een plaats waar veel drugsverslaafden gestolen fietsen te koop aanboden. Vandaag de dag wordt het gebied voornamelijk bevolkt door studenten, toeristen en uitgaanspubliek.

## Afbeeldingen

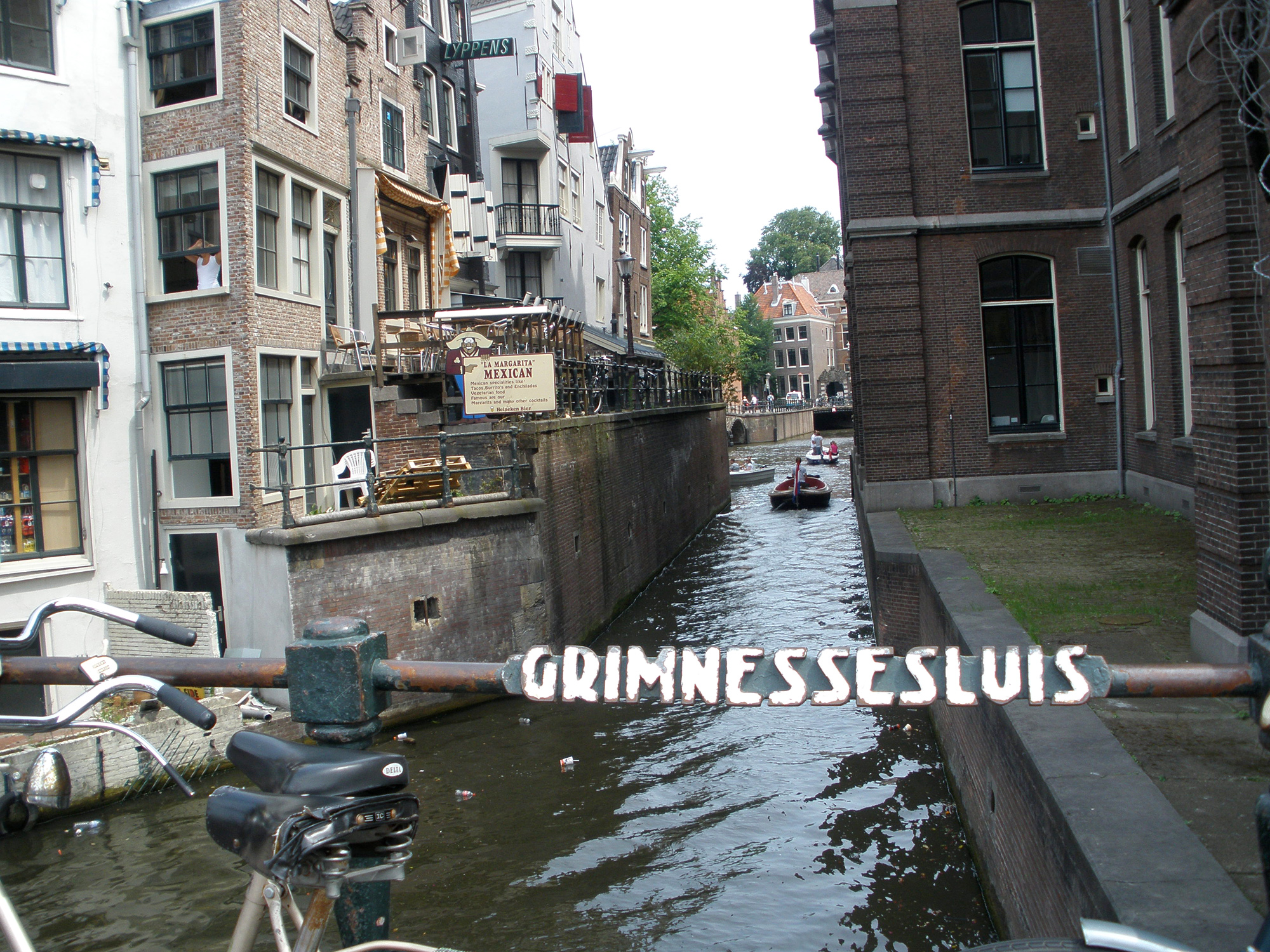
De Grimburgwal gezien vanaf de Grimnessesluis
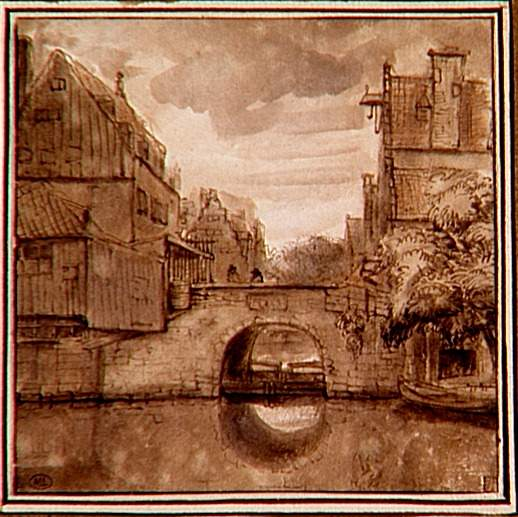
Rembrandt van Rijn. Gezicht op de Grimnessesluis te Amsterdam. 1621-1669. Pen en bruin inkt, bruin gewassen.
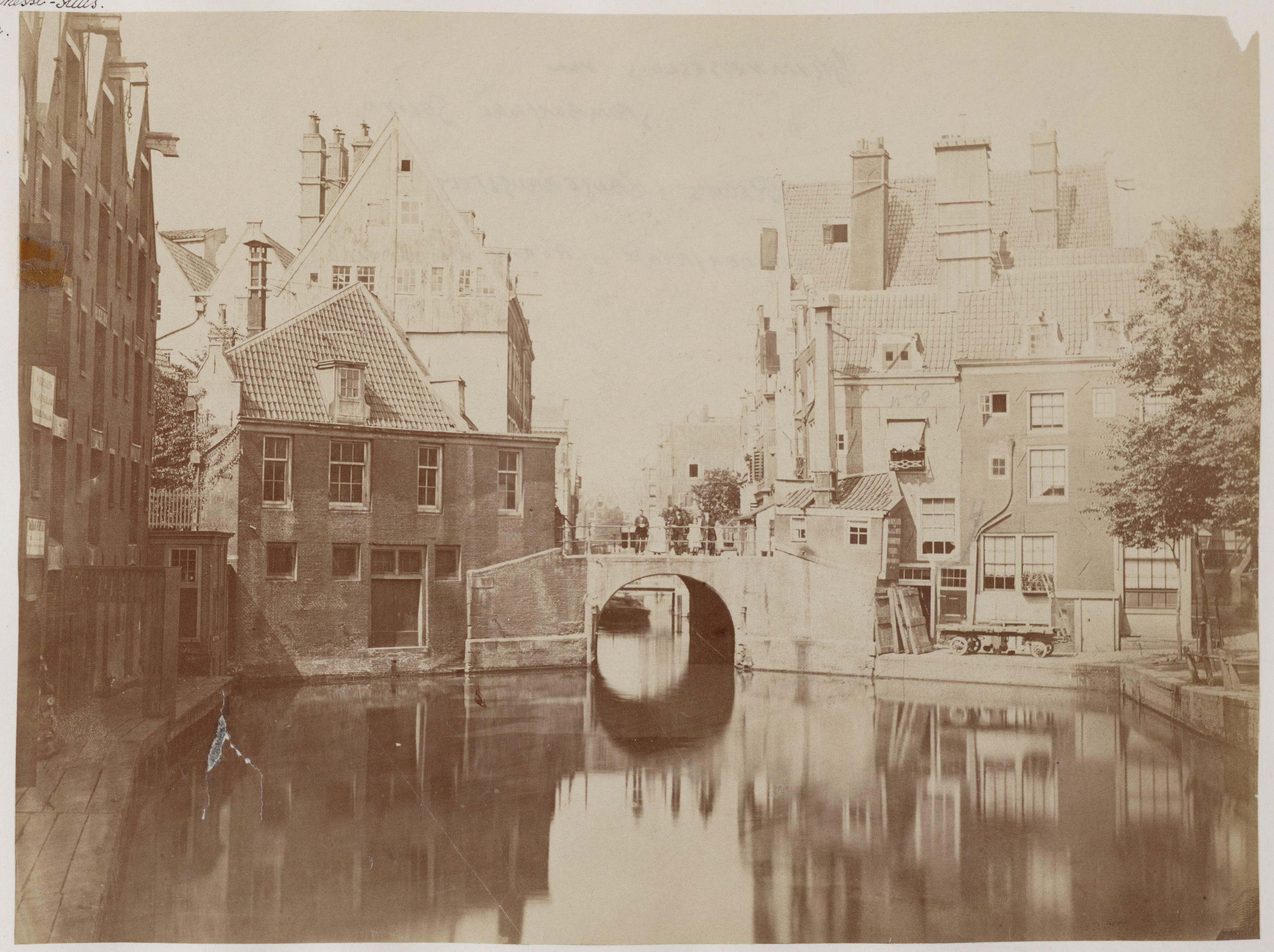
De Grimnessesluis, gezien naar het Rokin. Foto: Stadsarchief Amsterdam; circa 1860.
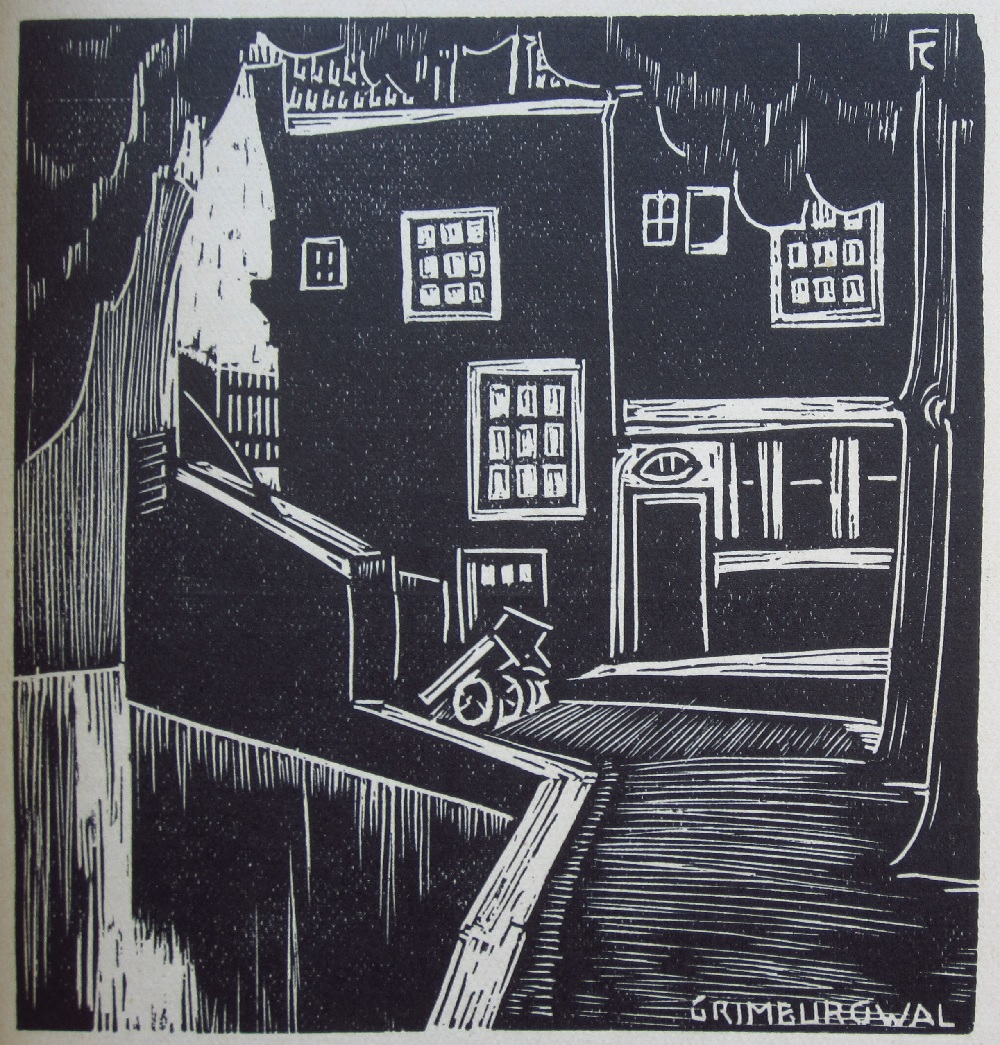
Fré Cohen, 'Grimburgwal' (1926).
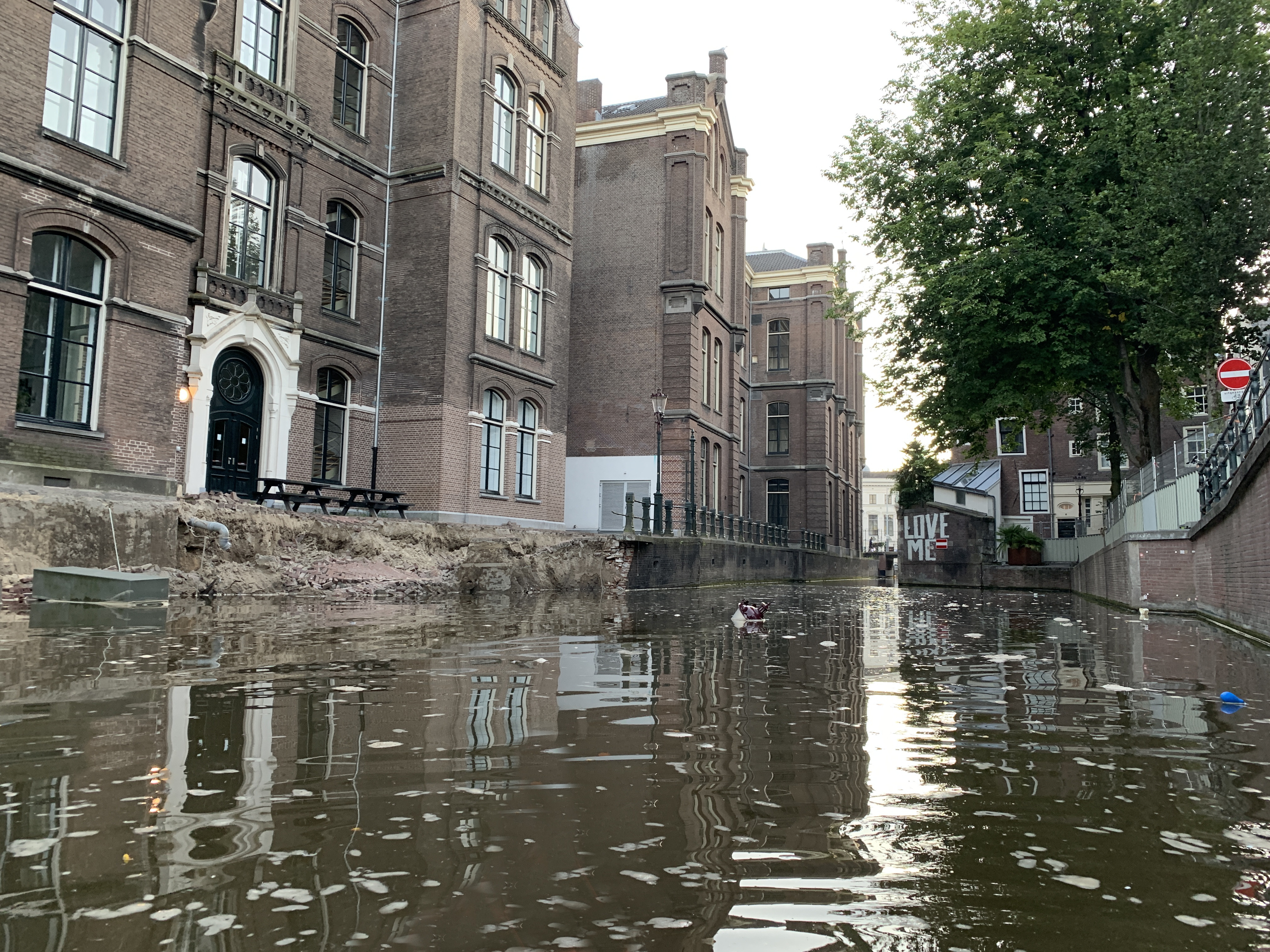
In 2020 stortte de kade aan de kant van het Binnengasthuis in. Gezien naar het Rokin met links het Vrouwenverband van het voormalige Binnengasthuis, later bekend als Crea.